# Schizocosa subpersonata
Schizocosa subpersonata este o specie de păianjeni din genul Schizocosa, familia Lycosidae. A fost descrisă pentru prima dată de Simon, 1910.
Este endemică în Namibia. Conform Catalogue of Life specia Schizocosa subpersonata nu are subspecii cunoscute.